# GameTV
GameTV é um canal de televisão canadense de língua inglesa, pertencente à Anthem Sports & Entertainment. A emissora é dedicada à transmissão de conteúdos relacionados a competições, com destaque para game shows e reality shows.
O canal foi lançado em 2005 sob a propriedade do Stuart Media Group como Casino and Gaming Television (CGTV), e se concentrava principalmente em apostas esportivas e pôquer televisionado. A Insight Sports de Larry Tanenbaum atuou como parceira operacional do canal.
Em 2007, o canal foi relançado com seu nome atual, abandonando sua programação baseada em cassinos em favor de um foco em game shows clássicos, reality shows e filmes noturnos. Depois que a GameTV foi adquirida pela Anthem em 2016, o canal adicionou também programação baseada em esportes e entretenimento esportivo.

## História

### Como CGTV
Em setembro de 2001, o Stuart Media Group obteve a aprovação da Comissão Canadense de Rádio-televisão e Telecomunicações (CRTC) para lançar o The Gaming Channel, um canal de televisão especializado em eventos ao vivo sobre jogos. O serviço seria focado em fornecer programação interativa e educativa, com curtas e programas originais canadenses sobre jogos, explorando desde aspectos de entretenimento até insights sobre o mundo dos jogos. Além disso, o canal permitiria que os espectadores participassem ativamente de jogos de bingo e ofereceria conteúdo experimental sobre probabilidades de jogo, loterias e a experiência de jogo em geral.
Em dezembro de 2004, o Stuart Media Group anunciou que havia fechado um acordo com a Casino and Gaming Television, Inc., proprietária da marca Casino and Gaming Television (CGTV), que permitiria ao Stuart Media Group lançar o The Gaming Channel como uma versão canadense do canal de televisão americano de mesmo nome, ainda não lançado. O acordo permitiria que o canal canadense fosse lançado em maio de 2005 no Bell ExpressVu e funcionaria como uma plataforma de testes para o canal americano, que também seria lançado no final de 2005.
O canal seria lançado mais tarde em novembro de 2005 como Casino and Gaming Television (CGTV) Canada na Rogers Cable em vez de inicialmente na Bell ExpressVu. A programação do canal se concentrava principalmente no pôquer, incluindo torneios ao vivo e pré-gravados. No entanto, também houve a exibição de programação relacionada a outros jogos de cassino.
Após o lançamento do canal em 2005, o CGTV Canada era propriedade do Stuart Media Group, que por sua vez era propriedade de uma variedade de investidores, apesar de ser propriedade majoritária doatual Kilmer Group. O canal era, no entanto, operado pela Insight Sports,  da qual o Kilmer Group também era investidor. O canal passaria por diversas reorganizações corporativas ao longo de sua história, mas o Kilmer Group permaneceria como proprietário majoritário até vender sua participação no canal em 2016.

### Como GameTV
Em 26 de outubro de 2007 às 6:00, a CGTV foi renomeada para GameTV. Com a mudança de nome, o canal tentaria ampliar seu apelo para um público maior, concentrando-se na programação relacionada a jogos, incluindo game shows canadenses clássicos como The Mad Dash e Test Pattern, e filmes, bem como promoções do concurso "Watch & Win" durante o horário nobre com prêmios semanais.
Em outubro de 2012, a GameTV lançou um novo logotipo e marca, e abandonou sua programação de cassino.
Em 2 de agosto de 2016, a Anthem Sports & Entertainment anunciou a aquisição da GameTV, aguardando a aprovação da CRTC. A CRTC aprovou a compra em novembro de 2016.
Com a aquisição da GameTV pela Anthem Sports & Entertainment, o canal começou a transmitir esportes e programação de entretenimento esportivo, incluindo partidas ao vivo/atrasadas e compilações, luta livre profissional do Impact Wrestling, de propriedade da Anthem, programação de artes marciais mistas do UFC e todas as partidas da temporada de 2017 do time de rúgbi Toronto Wolfpack. Um feed de alta definição foi lançado em março de 2017.
Em 9 de março de 2018, o CRTC aprovou uma venda não anunciada do canal da Anthem para a Remuda Media, uma empresa de transmissão recém-criada. Os acionistas da Remuda Media receberam anteriormente a aprovação do CRTC para lançar o The Country Channel, considerado na época um "serviço que ofereceria programação alinhada aos interesses e necessidades dos canadenses rurais". Em seu requerimento, foi observado que a Remuda Media não teve sucesso no lançamento do The Country Channel e voltou sua atenção para a aquisição de um canal existente, do qual o GameTV seria usado para lançar. Entretanto, em julho de 2018, a Anthem Media enviou uma carta ao CRTC informando que a proposta de transferência de propriedade da Anthem para a Remuda foi encerrada e que a Anthem manteria a propriedade da GameTV.
Em 1º de abril de 2019, a FNTSY Sports Network foi discretamente substituída no Canadá por um canal irmão recém-lançado, o Game+.
Em agosto de 2020, o canal lançou um novo bloco de fim de semana com programação musical da nova rede irmã americana AXS TV. Em 2020, estreou uma série documental original, The Search for Canada's Game Shows, que narra a história das produções canadenses no gênero.
O GameTV transmitiu a cobertura do LIV Golf, junto com o Game+, em 2023.